# Ла-Салетт-Фаллаво
Ла-Салетт-Фаллаво (фр. La Salette-Fallavaux) — коммуна во Франции, находится в регионе Рона — Альпы. Департамент коммуны — Изер. Входит в состав кантона Матезин-Триев. Округ коммуны — Гренобль.
Код INSEE коммуны — 38469. Население коммуны на 1999 год составляло 76 человек. Населённый пункт находится на высоте от 983 до 2 402 метров над уровнем моря. Муниципалитет расположен на расстоянии около 530 км юго-восточнее Парижа, 140 км юго-восточнее Лиона, 45 км юго-восточнее Гренобля. Мэр коммуны — Marc Andrieux, мандат действует на протяжении 2008-2014 гг.
Ла-Салетт-Фаллаво известен в первую очередь, как крупный паломнический центр, связанный с явлением Девы Марии.
Динамика населения (INSEE):